# El otro Fu-Man-Chú
El otro Fu-Man-Chú és una pel·lícula espanyola de comèdia dirigida el 1946 per Ramón Barreiro.

## Sinopsi
Es tracta d'una versió còmica i satírica del personatge de Fu-Manxú, un vilà criminal i malvat xinès creat per Sax Rohmer com a exponent del "perill groc", i que esdevingué força popular en la cultura popular anglosaxona en les dècades del 1920 i 1930. Però en aquesta versió el protagonista, interpretat per Manuel Requena, és un mag de circ i poc té a veure amb el personatge de Rohmer.

## Repartiment
- Manuel Requena
- Adela Esteban
- Mary González
- Alfonso Horna
- José Jaspe
- Manuel Kayser
- Cándida López
- Carlos Muñoz
- Alicia Torres
- Rosita Yarza

## Guardons
Jesús García Leoz va rebre el premi a la millor música a les Medalles del Cercle d'Escriptors Cinematogràfics de 1947.